# Surface de contrôle

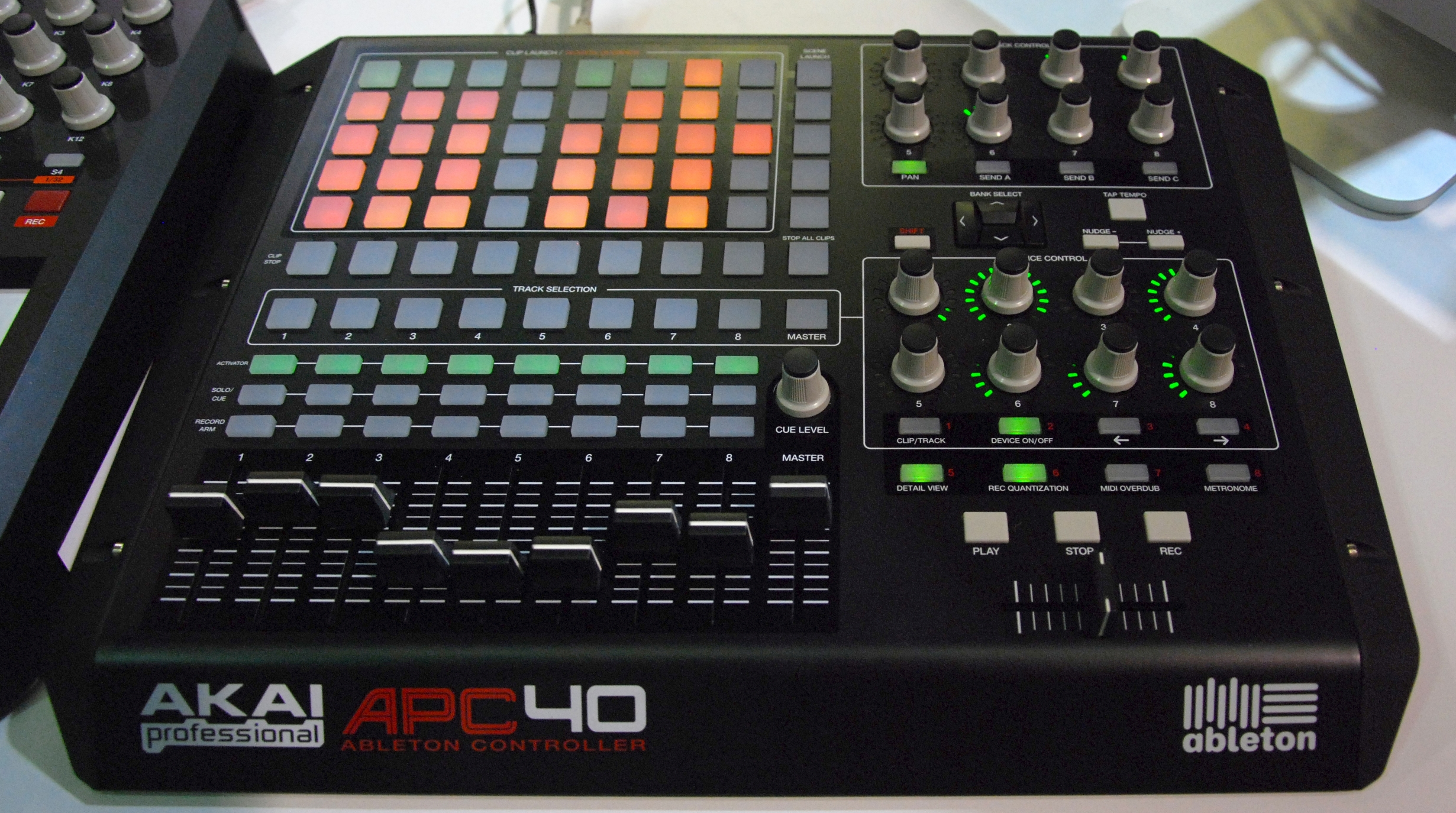
Akai APC40.

Dans le domaine de l'audio-numérique, une surface de contrôle est un dispositif d'interface matérielle qui permet à l'utilisateur de piloter une station audionumérique (DAW), un synthétiseur, ou d'autres applications audio-numériques. La surface de contrôle n’agit pas directement sur les signaux audio, mais communique avec l’application, qui agit elle-même sur le son.

## Caractéristiques

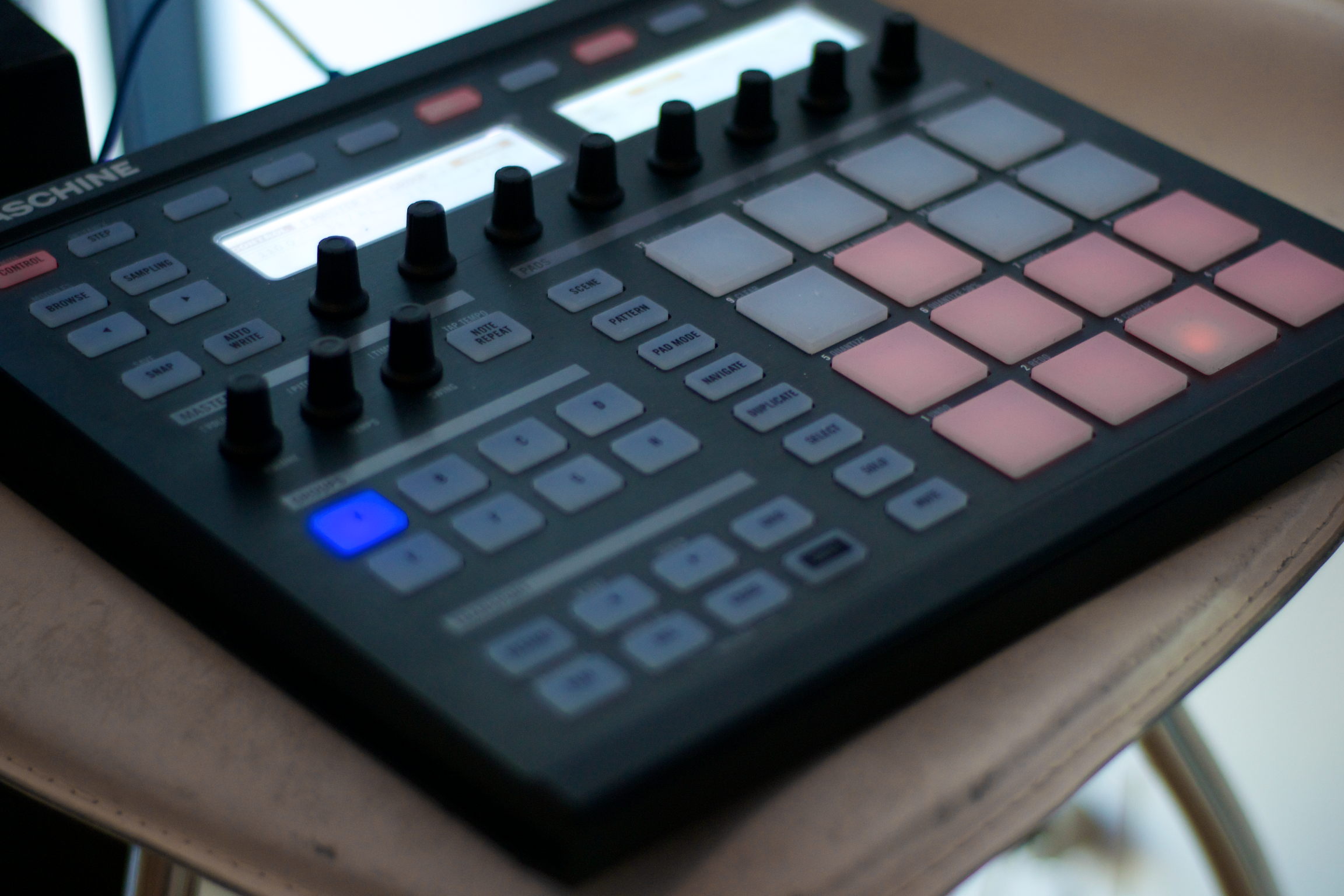
NI Maschine MK1.

Une surface de contrôle contient des éléments de commande (fader, potentiomètre, encodeurs, etc.) assignés à certains paramètres d’un logiciel, permettant de les contrôler de manière mécanique. Les surfaces de contrôle peuvent être très différentes en taille, disposition, nombre et type de contrôles, et sont parfois motorisées afin de permettre leur automation.
Un logiciel audio-numérique étant un système complexe qui peut remplir différentes fonctions dans la chaine audio, une surface de contrôle peut être utilisée pour agir sur de nombreux aspects de la production musicale (instruments virtuels, échantillonneurs, mixage, automations, séquenceurs, calage tempo, etc.). Une surface de contrôle destinée principalement au mixage ressemble à une console de mixage analogique traditionnelle, avec des tranches comprenant des faders, des encodeurs rotatifs et des boutons poussoir.
Les surfaces de contrôle sont souvent associées à des instruments  pour offrir au musicien un meilleur contrôle de celui-ci.
Une surface de contrôle peut se connecter à l'ordinateur hôte via plusieurs interfaces et protocoles de communication différents : l'interface MIDI est la première interface importante mais, depuis, de nombreux appareils utilisent l'USB, le FireWire IEEE 1394, l’Ethernet, voire des interfaces propriétaires.

## Exemples
- Akai APC40
- Native Instrument Maschine